# Richard Schweiker
Richard Schweiker (Norristown, 1926. június 1. – Pomona, 2015. július 31.) az Amerikai Egyesült Államok szenátora (Pennsylvania, 1969–1981).